# Rosso Conero Riserva
Le Rosso Conero riserva est un vin italien de la région des Marches doté d'une appellation DOCG depuis le 1er septembre 2004. Seuls ont droit à la DOCG les vins rouges récoltés à l'intérieur de l'aire de production définie par le décret.
Le vin rouge du type « rosso riserva » répond à un cahier des charges nettement plus exigeant que le Rosso Conero, essentiellement en relation avec le vieillissement et le titre alcoolique. 

## Aire de production
Les vignobles autorisés se situent près du Mont Conero en province d'Ancône dans les communes de Ancône, Offagna, Camerano, Sirolo, Numana et en partie dans les communes Castelfidardo et Osimo.

## Caractéristiques organoleptiques
- couleur : rouge rubis plus ou moins intense
- odeur : vineux, agráble
- saveur : sèche,  harmonique, plein

Le Rosso Conero riserva se déguste à une température comprise entre 15 et 17 °C. Il se garde 2 à 4 ans.

## Association de plats conseillée
Les viandes rouges grillées

## Production
Province, saison, volume en hectolitres :
- Ancône  (1996/97)  403,09